# Stulecie Jakowa (miniserial)
Stulecie Jakowa (ukr. Століття Якова) – ukraiński miniserial historyczny emitowany przez stację telewizyjną 1+1, składający się z 4 odcinków. Serial jest adaptacją powieści Wołodymyra Łysa o tym samym tytule. Powieść, na podstawie której nakręcono serial, jest laureatem ukraińskiej nagrody „Koronacja Słowa”.

## Produkcja
Serial był kręcony okolicach Kijowa, w rejonach boryspolskim i makarowskim. W serialu wykorzystano utwory „Ne jdy” zespołu Okean Elzy oraz „Pod obłaczkom” Chrystyny Sołowij.

## Obsada
| Rola                             | Aktor                | Uwagi                                 |
| -------------------------------- | -------------------- | ------------------------------------- |
| Jakow Płatonowicz Mech (młody)   | Roman Łućkij         | główny bohater                        |
| Jakow Płatonowicz Mech (starszy) | Stanisław Bokłan     | główny bohater, który przeżył 100 lat |
| Uljana (młoda)                   | Hanna Topczij        | ukochana Jakowa                       |
| Uljana (starsza)                 | Natala Dola          | ukochana Jakowa                       |
| Tymosz                           | Ołeksandr Peczerycja | mąż Uljany                            |

## Odbiór
Wołodymyr Łys, w swojej recenzji filmu zauważył, że w filmie uproszczono wiele wątków fabularnych, choć jest on dynamiczny. Zwrócił również uwagę, że w filmie zniknęło użycie dialektu z Zachodniego Polesia, a kościół nie przypomina poleskiego — podczas gdy na Polesiu kościoły były malowane, świątynia w filmie jest drewniana. Autor podkreślił, że film go zainteresował, mimo że niektóre sceny zostały zmienione, a także że odtwórca głównej roli, Stanisław Bokłan, być może osiągnął poziom Stupki.
W Polsce serial był chwalony za wartość artystyczną i ścieżkę dźwiękową, krytykowano trywializację niektórych wątków rzezi wołyńskiej i brak uniwersalizmu.